# Hrvatska stranka prava
Hrvatska stranka prava, skraćeno HSP, hrvatska je nacionalistička i nacionalno-konzervativna politička stranka. 
Osnovana je 25. veljače 1990. u Zagrebu, a njezini osnivači bili su Dobroslav Paraga, Ante Paradžik i Krešimir Pavelić. Prvotno je osnovana 26. lipnja 1861. godine kao Stranka prava u Austro-Ugarskoj, koju je utemeljio Ante Starčević i zastupala je samostalnost i političku neovisnost Hrvatske. Suvremena je stranka doživjela svoj vrhunac 1990-ih godina, kada su Hrvatske obrambene snage (HOS), dragovoljačke postrojbe u organizaciji HSP-a, igrale važnu ulogu u obrani Hrvatske.
U Bosni i Hercegovini djeluje njezina sestrinska stranka Hrvatska stranka prava Bosne i Hercegovine.

## Povijest

### Utemeljenje i početak HSP-a
Obavještavamo sve hrvatske političke stranke, pokrete i organizacije, društva, pojedince i sve zainteresirane o inicijativi i akciji za utemeljenje pripremnog odbora za pripravu programa, pravila i ustavnog zbora HRVATSKE STRANKE PRAVA doktora Ante Starčevića, u Zagrebu, čiji bi glavni i povijesni i politički cilj bio uspostava slobodne i samostalne hrvatske države na etničkom i povijesnom području Hrvatskog Naroda i naroda koji s njim u zajednici živi, te pridobivanje potpore odlučujućih svjetskih čimbenika za ovaj program.

HSP je nasljednica Stranke Prava koja je djelovala u vrijeme Austro-Ugraske i Hrvatske stranke prava koja je djelovala u vrijeme Kraljevine Jugoslavije, stranka se poziva na nauk dr. Ante Stračevića i dr. Eugena Kvaternika  Arhivirana inačica izvorne stranice od 1. srpnja 2020. (Wayback Machine) iz 1861-e. 
U studenom 1989. iz HDS-a istupaju neki članovi središnjeg odbora stranke, među kojima su bili i Krešimir Pavelić i Ante Paradžik. Njih dvojica sudjelovali su u osnivanju kako HDS-a, tako i HDZ-a, ali su istupili iz tih organizacija jer su smatrali da ni jedna ni druga stranka "nisu autentične hrvatske državotvorne stranke, jer u svojim političkim programima zagovaraju rješavanje hrvatskog nacionalnog pitanja u okvirima jugoslavenske federacije, odnosno konfederacije". Iz tog razloga željeli su krenuti u potragu za suradnicima s kojima bi utemeljili/obnovili Hrvatsku stranku prava kao stranku koja se uvijek zalagala za hrvatsku nezavisnost. U to vrijeme stiglo je iz Beča u Zagreb pismo-inicijativa Dobroslava Parage, vodećeg jugoslavenskog disidenta koji je svojevremeno tužio Jugoslaviju zbog torture na Golom otoku, za osnivanje osnivačke skupštine HSP-a. Nakon pročitanog pisma Ante Paradžik osnovao je u Zagrebu Inicijativni odbor za obnavljanje HSP-a. U početku su Odbor za obnavljanje
HSP-a činili Paraga, koji je tada boravio u SAD-u, Paradžik i Krešimir Pavelić, a mnogi ugledni hrvatski građani koji su pozvani da se pridruže stranci, odbijali su sudjelovati u obnovi i radu stranke zbog straha od režima.
Ipak, nakon što su uspjeli prikupiti dovoljan broj sudionika, dana 25. veljače 1990. Poticajni odbor održao je svoju treću sjednicu kao Obnoviteljski sabor Hrvatske stranke prava, u stanu Gorana Ante Blažekovića, člana odbora, u Zagrebu. Tom je prilikom za predsjednika izabran Dobroslav Paraga, za dopredsjednika stranke izabran je Ante Paradžik, za političkog tajnika Krešimir Pavelić i za predsjednika Središnjeg odbora Goran Ante Blažeković. Dana 27. veljače 1990. stranka je registrirana kao 18. politička stranka u Hrvatskoj. Na prvom Općem Saboru HSP-a 23. i 24. veljače 1991. članovima vrha stranke potvrđene su pozicije. Ubrzo je osnovan i ogranak stranke u BiH. Od rujna 1990. godine središnjica i tajništvo stranke nalazili su se u Zagrebu u Šenoinoj 13, gdje je stranka kupila četverosoban stan koji je Paradžik zvao Pravaški dom.

Obnavljanjem HSP-a 25. veljače 1990. godine donesena su “Programska načela HSP-a” kojima njegove pristaše ideju hrvatskog državnog prava i borbe za hrvatsku nezavisnost prihvaćaju kao polaznu osnovu svoje djelatnosti. Najvažnija rečenica programa, koja je stranku odmah izdvojila od ostalih hrvatskih stranaka, bila je: 
 Polazeći od povijesnog hrvatskog državnog prava i prava na samoodređenje uključujući pravo na odcjepljenje, HSP će se zalagati za hrvatski nacionalno-državni suverenitet na cjelokupnom povijesnom i etničkom prostoru, bez kojeg nema ostvarenja višestoljetnih težnji hrvatskog naroda.
 Tako je HSP postao prva stranka koja je zatražila hrvatsku nezavisnost, dok su druge stranke izlazile s programima jugoslavenske federacije/konfederacije.
Paraga je imenovan predsjednikom stranke dok se još nalazio u SAD-u. U Hrvatsku se vratio u kolovozu 1990. Uskoro je pravaški tisak često počeo objavljivati da se na Paragu vrše atentati iz kojih se on čudom izvlači, a istovremeno su se gomilale optužbe na račun predsjednika Republike Franje Tuđmana i HDZ-a općenito. U listopadu 1990. dolazi do unutarstranačkog sukoba. HSP-ovo vodstvo podijelilo se u dvije frakcije, na jednoj strani bio je trijumvirat – Paraga, Ante Paradžik i Krešimir Pavelić, a na drugoj strani bili su ostali članovi Predsjedništva stranke, ujedno i neki od njezinih osnivača. Prva žrtva sukoba bio je Zlatko Tomičić, književnik, koji je izbačen iz HSP-a. Paraga je izdao "Priopćenje za javnost" u kojem je naveo da je u HSP-u postojala "neformalna grupa koja je po režiji izvana imala zadatak da iznutra razbije HSP...". Dio grupe je prema optužbi bio produžena ruka HDZ-a i HDS-a, a drugi dio "destruktivna antidemokratska politička organizacija koja djeluje iz inozemstva" koja ima namjeru osnovati Hrvatsku čistu stranku prava. Ta politička organizacija u stvari je bio Hrvatski oslobodilački pokret. Međutim, tada Paragine optužbe nisu shvaćene ozbiljno, jer je imao dobre odnose s HDS-om, ali i s HOP-om s čijim se predsjednikom Srećkom Pšeničnikom susreo na Bleiburgu. Kasnije se pokazalo da su neki članovi vodstva HSP-a doista istodobno bili na popisu članstva HDZ-a, kao i HOP-a, a ubrzo je zbilja i osnovana Hrvatska čista stranka prava.
Trijumvirat Paraga-Paradžik-Pavelić počeo se obračunavati s neistomišljenicima u stranci. Počinju kršiti stranačke statute i zakonske propise u svrhu podvrgavanja stranke njihovom vodstvu. S delegacijama ogranaka stranke postupa se neodgovorno pa i bahato, Krešimir Pavelić ih verbalno napada, Paraga glumi neutralnost, a prednjači Paradžik čije ponašanje članovi delegacija ogranaka stranke opisuju da je graničilo s fizičkim napadima prema njima. Paradžik, potpredsjednik HSP-a, na jednom je sastanku čak izjavio: "Ono što nas desetak napravi, pisat će se, a što god napravi vas sedamdeset, ne će se kontati...". 
Unatoč tome, članstvo stranke raste velikom brzinom – broj od 18 000 članova koliko je stranka otprilike imala krajem 1990. godine narastao je na više od 100 000 do jeseni 1991. godine, a na okupljanja i prosvjede stranke dolazile su tisuće ljudi. Zanimljivo je da su u to vrijeme HSP-u nerijetko pristupali i muslimani, tvrdeći da su Hrvati, i da su im to bili i očevi i djedovi, a vodstvo stranke osniva ogranke čak i po istočnoj Bosni i obilazi ih. Neki od poznatijih HSP-ovaca muslimana su Alija Šiljak, član predsjedništva stranke i jedan od utemeljitelja HOS-a, te Fuad Muhić, sarajevski sveučilišni profesor, politički savjetnik stranke, ubijen 1992. u Sarajevu pod nerazjašnjenim okolnostima.
Na prvim slobodnim izborima 1990. stranka nastupa u Hrvatskom demokratskom bloku zajedno s Hrvatskom demokratskom zajednicom Franje Tuđmana. Paradžik i Tuđman (Tuđman je bio glavna figura u bloku) dogovorili su se da će nakon izbora i eventualne pobjede Hrvatskog demokratskog bloka, Paradžiku biti ponuđeno mjesto potpredsjednika u novom sazivu Predsjedništva SR Hrvatske. Međutim, nakon izbora Tuđman kao pobjednik izbora mijenja odluku i umjesto Paradžika poziva Dušana Bilandžića iz Saveza komunista Hrvatske – stranke demokratskih promjena na mjesto potpredsjednika, poslije čega HSP izlazi iz bloka i počinje kritizirati politiku HDZ-a. Međutim, HSP je postao parlamentarna stranka jer su Zvonimir Špišić iz HDZ-a i Ante Prkačin iz HDS-a prešli u HSP zadržavši svoje zastupničke mandate.
U veljači 1991. godine, Paraga sudjeluje na konferenciji Republikanske stranke u SAD-u gdje se zalaže za raspad Jugoslavije, a govorio je i u američkom Senatu, i to o ratnom stanju u SFRJ, zamolivši pritom za pomoć Hrvatskoj i Kosovu koji pate zbog velikosrpskih težnji. Dobroslav Paraga i kao predsjednik HSP-a nastavlja s idejom stvaranja takozvane "antivelikosrpske koalicije", koju je započeo još i prije obnavljanja stranke. Tako on i Paradžik žele uspostaviti dobre odnose s Bosnom i Hercegovinom, Kosovom, Albanijom, Crnom Gorom, Bugarskom, pa čak eventualno uključiti i same Srbe izvan Srbije, želeći uspostaviti široku međunarodnu koaliciju svih srbijanskih neprijatelja. Pritom obilaze te države i pokrajine, a ilustrativna je epizoda iz Sofije, iz Bugarske, kada je Paraga radeći na uspostavljanju te koalicije slučajno susreo Dobricu Ćosića prilikom čega je Paraga njega upitao što tu radi, a Ćosić je odgovorio da je došao spasiti Jugoslaviju, a na Ćosićevo pitanje što Paraga tu radi, potonji mu je odgovorio da je došao zagovarati raspad Jugoslavije.

### Ratne godine s Paragom na čelu
Iako HSP nije sudjelovao na parlamentarnim izborima u proljeće 1990., u širokom je krugu stekao uvažavanje zbog djelovanja izvan političke arene. U lipnju 1991., kada su JNA i pobunjeni Srbi napali desetke hrvatskih gradova i manjih mjesta, Paraga i Paradžik osnovali su Hrvatske obrambene snage – HOS, koje sudjeluju u obrani Hrvatske, a potom i Bosne i Hercegovine. Predsjednik i dopredsjednik HSP-a izjavljuju kako oni "prestaju biti samo političari i postaju vojnici" te kako će se domaća i svjetska javnost ubrzo uvjeriti u snagu HSP-a i HOS-a. Već se po glavnoj oznaci HOS-a, koja je imala natpis HOS – HSP – ZA DOM SPREMNI, moglo vidjeti da će povezivanje s ustaštvom biti neizostavan folklor na svim razinama stranke, jer osim kontroverznog pozdrava Za dom spremni, glavna oznaka HOS-a uključivala je hrvatski grb s prvim poljem bijele boje, a sam naziv "HOS" upućivao je na Hrvatske oružane snage, regularnu vojsku NDH, a neke postrojbe HOS-a ime su dobile po ustaškim vojnicima. Kada su JNA i pobunjeni Srbi ugrozili opstanak Hrvatske, pripadnici HOS-a odigrali su važnu ulogu priskočivši u pomoć neiskusnim postrojbama koje je na brzinu mobilizirala hrvatska vlast. No, na njihovu hrabrost i vrlo važan doprinos na bojišnici, kao kod obrane Vukovara ili bitke za Dubrovnik, sjenu su bacili ispadi počinjeni nad civilima uhvaćenim u ratnoj zoni ili iza bojišnice. Vrhovni zapovjednik Hrvatskih obrambenih snaga bio je Dobroslav Paraga, koji je službeno i njihov glavni osnivač, a načelnik Ratnog stožera bio je Ante Paradžik.

### Obuka vojnog krila stranke
Kampovi za obuku postojali su diljem Hrvatske, ali i Slovenije. U Hrvatskoj je postojalo desetak centara za obuku. Zbog neustrašivosti i krvoločnosti nekih pojedinaca, pripadnici HOS-a postali su strah i trepet srpskih protivnika. Najpoznatiji su bili po crnim uniformama, koje su za njih sašivene u okolici Kočevja, što je potvrdio Paraga, koji je uspostavio blisku vezu sa Socijaldemokratskom strankom Slovenije (SDSS). Tako je na jednom sastanku početkom lipnja 1991. tadašnjem predsjedniku SDSS-a Joži Pučniku i ministru obrane Janezu Janši ponudio petsto vojnih dobrovoljaca iz HSP-a za pomoć u obrani slovenskog teritorija u slučaju napada jugoslavenske vojske. Janša se, prema Paraginim riječima, složio s time, ocijenivši da pomoć hrvatskih dobrovoljaca vidi prvenstveno u njihovom protudiverzantskom djelovanju. Na sastanku u Ljubljani, na kojem je osim Pučnika, Janše i Parage bio prisutan i prvi načelnik stožera HOS-a Ante Paradžik, dogovorili su se da će ih slovenska strana uvježbati, opremiti i naoružati.
Prva skupina pripadnika HOS-a stigla je na bojnu obuku u kočevske šume u srpnju 1991. Bilo ih je osamdeset, vodio ih je Alija Šiljak, rodom iz Foče. Obuke jedinica HOS-a u kočevskoj regiji prikrivane su u obje države. Tamo ih obilaze Paraga i Janša zajedno s pomoćnicima Paradžikom i Lovšinom i priopćavaju im da je obuka ilegalna pa ako ih netko nešto pita, neka kažu da su hrvatski dobrovoljci u slovenskoj Teritorijalnoj obrani. Paraga je vojnicima svog HSP-a otkrio kako svaki u Sloveniji osposobljeni vojnik stranku košta 5000 njemačkih maraka. Završivši naporni tempo osposobljavanja, dobrovoljci su dobili oružje. Paraga ga je Lovšinu platio u Kočevskoj Reki.
Nakon podjele oružja, Paraga je strogo upozorio vojnike da paze na svoje kalašnjikove, jer se za njih moralo izdvojiti po 1200 njemačkih maraka. Ta cijena, koju je za tu automatsku pušku postavilo slovensko Ministarstvo obrane, bila je izuzetno visoka. Njezina vrijednost, naime, niti u vrijeme najveće potražnje nije dosegnula 1000 maraka. "Lovšin je tada od nas primio nekoliko gotovinskih iznosa u ukupnoj vrijednosti od najmanje pet milijuna njemačkih maraka. Kalašnjikove i strojnice Špagina prodavao nam je po cijeni od 800 do 1200 maraka, pištolji Makarov bili su po 500, a ručne bombe po 400 maraka. Po astronomskim cijenama zaračunavali su nam i protuoklopno oružje, protutenkovske mine i minobacače svih kalibara. Iako smo dobrovoljno došli pomoći u obrani Slovenije, za nas nije bilo popusta", žalio se kasnije Dobroslav Paraga. HSP je savjesno bilježio sve izdatke, pa i one za crne uniforme kojih su kupili približno 3000. Većina novca za opremu i naoružanje jedinica HOS-a, kao i za njihovu protudiverzantsku obuku, prikupljena je u podružnicama HSP-a u Sjedinjenim Američkim Državama i Kanadi.
U isto vrijeme vodstvo stranke i dalje nastoji uspostaviti anti-velikosrpsku koaliciju – sarajevska komunistička partijska novina "Oslobođenje" izvijestila je 12. srpnja 1991. u članku «Srbiju u prirodne granice» o toj koaliciji koju je na sastanku u Sofiji incirao predsjednik Hrvatske stranke prava:
Nakon sastanka vodstva HSP-a s vrhovnim čelnicima Albanije i Bugarske usvojen je nacrt povelje o stvaranju Antihegemonističke (antivelikosrpske) koalicije pokreta i stranaka Hrvata, Albanaca i Bugara, čiji je cilj bio svesti Srbiju na "prirodne granice" iz 1912. godine. Stoga je HSP zagovarao napadački rat, osvajanje vojarni JNA u Hrvatskoj te ulazak na područje Srbije i zauzimanje "prirodnih", etničkih i povijesnih granica Hrvatske. I Paraga i Paradžik govorili su o prenošenju rata u Beograd, o sužavanju granica Srbije i o uspostavljanju protusrpskog saveza s Albanijom i Bugarskom.
Javna promocija HOS-a koji je već imao ratna iskustva (ratišta u Topuskom, Barilovićima i oslobađanje vojarni Borongaj i Maršalke u Zagrebu) održana je 10. rujna 1991. na Trgu bana Jelačića u Zagrebu, a postrojba je ubrzo nakon toga pod zapovjedništvom Roberta Šilića upućena na bojište u Vukovar, gdje su ispisali najslavnije trenutke Hrvatskih obrambenih snaga.

### Ubojstvo dopredsjednika Ante Paradžika
Ante Paradžik ubijen je 21. rujna 1991. godine u Sesvetama, kod samog ulaska u Zagreb. S dvojicom suputnika vraćao se u vozilu "Lada Niva" iz Križevaca gdje je taj dan utemeljena podružnica Hrvatske stranke prava. Na tom skupu Paradžik je kritizirao hrvatsku vlast, povezujući je s komunizmom i jugoslavenskim obavještajnim službama: "Tko je god bio veći komunist, udbaš, kosovac, dobio je kod nas ministarsko mjesto!" S obzirom na ratno stanje, policijske ophodnje zaustavljale su ih svakih nekoliko kilometara radi rutinske kontrole. Na posljednjoj kontroli, oko 22 sata, u "Ladu Nivu" u kojoj se nalazio dopredsjednik HSP-a policajci su ispalili 60 metaka, većinom u suvozačevo sjedalo, gdje je sjedio Paradžik. Na mjestu je ostao mrtav, dok su druga dvojica putnika preživjeli. Dobroslav Paraga također se trebao nalaziti u vozilu, međutim, on je slučajno izbjegao smrt odustavši od putovanja u posljednji trenutak. Mediji u Hrvatskoj tada su prvi put počeli upotrebljavati sintagmu "političko ubojstvo”, koju su neposredno nakon Paradžikova ubojstva izrekli predsjednik HSP-a Dobroslav Paraga i vođa HSLS-a Dražen Budiša, tada i ministar u hrvatskoj Vladi. Paradžikove ubojice (četvorica policajaca su: Željko Vučemilović Grgić, Branko Matošević, Željko Čeko, Paško Palić) osuđeni su tek 1993. godine. 13. listopada 1993. osuđeni su na zatvorske kazne od sedam godina (Vučemilović), šest (Matošević), pet godina i deset mjeseci (Čeko) i pet godina i osam mjeseci (Palić). Sudac Vrhovnog suda, Petar Novoselec, koji je potvrdio presudu okružnog suda u slučaju ubojstva Ante Paradžika kojom su sva četvorica policajaca proglašeni krivima, kasnije je razriješen s mjesta suca Vrhovnog suda, a na njegovo mjesto dovedena je sutkinja Ana Garačić koja je smanjila kazne zločincima.
Tako se epilog suđenja dogodio pred Vrhovnim sudom 1994. kada su zbog Paradžikova ubojstva i ranjavanja njegova vozača Branka Perkovića izrečene smanjene zatvorske kazne počiniteljima, i to: Željko Vučemilović Grgić osuđen je na šest godina zatvora, Branko Matošević pet, a Željko Čeko i Paško Palić osuđeni su na četiri i pol godine. Osuđenima je Franjo Tuđman kao predsjednik dodatno umanjio zatvorsku kaznu, te su nakon samo godinu i pol dana provedenih iza rešetaka pušteni iz zatvora, što je dodatno pojačalo sumnje u politički motivirano ubojstvo.
Tadašnji državni tužitelj Anto Nobilo, koji i danas tvrdi da je riječ o velikoj zabuni nastaloj zbog panike i ratne situacije, odbacio je slučaj kad je obitelj Paradžik 1994. ponovo pokrenula tužbu nakon što su pronađeni dokazi da su Paradžika cijelo vrijeme pratili pripadnici tajnih službi. Nakon toga, i Dražen Budiša, koji je javno progovorio o cijelom slučaju, zaprimio je prijetnje smrću. Po izlasku iz zatvora Paradžikove ubojice vratili su se u policiju.
Za taj zločin nisu, kao što je uobičajeno, prosvjedovale takozvane nevladine udruge za ljudska prava. Ante Paradžik sahranjen je 25. rujna 1991. godine na zagrebačkom groblju Mirogoju pred dvadesetak tisuća ljudi. Ostavio je iza sebe suprugu Jozefinu i troje djece, Mislava, Veroniku i Katarinu. Nakon Paradžikova ubojstva, mjesto dopredsjednika stranke uzima Anto Đapić, koji je u stranku ušao te iste godine, 1991., posredstvom Krešimira Pavelića.

### HSP i bitka za Vukovar
Nakon što je prvi put poslao pomoć Vukovaru u rujnu, predsjednik HSP-a šalje i u studenom postrojbu HOS-a u pomoć opkoljenom gradu. Naime, vodstvo vukovarske obrane početkom studenog 1991. tražilo je dodatnu Paraginu pomoć, Paraga uspostavlja kontakt sa zapovjednikom obrane Milom Dedakovićem – Jastrebom, ali 200 HOS-ovaca koje je poslao u pomoć Vukovaru zaustavio je Tomislav Merčep, tada zamjenik ministra policije Ivana Vekića. Nakon pada Vukovara u studenome 1991., Dobroslav Paraga postao je prvooptuženi za pad Vukovara, Mile Dedaković – Jastreb drugooptuženi, a policija provodi pretres u sjedištu HSP-a gdje su pronađene velike količine oružja i streljiva. Uhićeni su Paraga, Ante Prkačin i Mile Dedaković Jastreb pod optužbama za terorizam, rušenje demokratski izabrane vlasti i ustavnog poretka. U pritvoru Paraga počinje štrajk glađu, a Dedaković biva teško premlaćivan u zatvoru u Zagrebu.
Državno odvjetništvo pokrenulo je sudske postupke protiv njih, osnovana je "Komisija za Vukovar" na čelu s Josipom Manolićem koja je branitelje Vukovara dodatno opteretila, ali je Vrhovni sud Republike Hrvatske 13. prosinca donio rješenje prema kojemu su sve optužbe protiv njih proglašene neosnovanima te su svi pušteni na slobodu. Vjekoslav Vidović, sudac Vrhovnog suda koji je donio tu presudu, ubrzo je nakon toga zbog političkih pritisaka morao napustiti mjesto predsjednika Vrhovnog suda. Nakon što je izašao iz zatvora, Dedaković napušta Hrvatsku vojsku i priključuje se HSP-u gdje je postao glavni inspektor HOS-a.
U to vrijeme, krajem 1991. godine, zbilja su postojale indikacije u vezi djelovanja HSP-a i HOS-a koje su mogle navesti hrvatske vlasti na zabrinutost u vezi državnog poretka. Tako je Alija Šiljak, član Predsjedništva HSP-a, u listopadu 1991. pred novinarima izjavio: "Mi ne ćemo moliti, nego ćemo uzeti vlast", a Paraga je, smatrajući nove izbore bespotrebnima izjavio: "Nema razloga za izbore, niti ih se može provesti. Najsposobniji trebaju voditi takve [ratne] poslove, a mislim da mi to najbolje radimo". U istom se smislu mogla shvatiti izjava zapovjednika obrane Vukovara i časnika HOS-a, Mile Dedakovića, dok je komunicirao s Brankom Borkovićem, također jednim od najistaknutijih branitelja Vukovara. 12.11.1991. Branko Borković piše: "Ako padnemo želim da Tuđmanovu glavu nataknete na kolac, u ime svih gladnih, prljavih, zaklanih, poniženih i izdanih od izdajica hrvatskog roda", a Mile Dedaković odgovara: "Grad poručuje da će nataknut sigurno ako se to desi. Letjet će tu više glava, a ne samo Tuđmanova".
Kad su Paraga i Dedaković zatvoreni, HSP je organizirao mirne prosvjede u Zagrebu na Trgu bana Josipa Jelačića, Anto Đapić nazvao je Franju Tuđmana "tvorcem policijske države", a potporu HSP-u dali su između ostalih Marko Veselica, Zvonimir Baletić, Ivan Gabelica, Silvije Degen i drugi. Policija je razbila prosvjede te privela nekoliko desetaka osoba. Prosvjedi su održani i pred Starčevićevim domom oko kojega su HOS-ovci zauzeli borbene položaje, a neki su čak predlagali da se krene pred Banske dvore i stanove Josipa Manolića i Josipa Boljkovca. Međutim, do toga nije došlo jer je Paraga iz pritvora poslao pismo HOS-ovcima i članovima HSP-a da se ne služe nikakvim nasilnim metodama.

### 1992. godina
Sve jedinice HOS-a su do početka 1992. godine pripojene Hrvatskoj vojsci [HV] po naređenju Ministarstva obrane Republike Hrvatske. Do tog trenutka, jedinice HOS-a djelovale su samostalno i imale su međusobnu koordinaciju. Ipak, i nakon integracije zadržane su političke i druge veze između HSP-a i pripadnika HOS-a, kao i kontakti logističke prirode glavnog stožera HOS-a s jedinicama. Paraga se protivio odluci podređivanja HOS-a HV-u, želeći da HOS ostane odvojeni dio hrvatske vojske. Ako se dogodilo da se netko od regrutiranih lica ili dobrovoljaca javi u glavni stožer HOS-a nakon integracije, upućivao se na teren, a najviše u Bosnu i Hercegovinu, gdje je 1992. došlo do eskalacije sukoba.
Prvog ožujka 1992. dogodio se još jedan atentat na pravaše. Naime, tog je dana podmetnut eksploziv u Omladinskom domu u Vinkovcima, gdje se nalazila 109. brigada (jedinica HOS-a pri hrvatskoj vojsci), a Paraga je tada boravio tamo. Trinaestero članova HSP-a je ili ubijeno, ili ranjeno u eksploziji, a Paraga je za dlaku izbjegao smrt.
Predizborno vrijeme u ljeto 1992. vrijeme je najveće popularnosti stranke, pod sloganima “Sav narod u svoj dom, Unprofor go home” i “Jedina lista bez komunista” na skupove HSP-a dolazilo je po nekoliko desetaka tisuća ljudi, a na njima se naglašava sposobnost HSP-a da obrani zemlju. Predsjednik stranke Dobroslav Paraga imao je dogovor s drugim oporbenim strankama o inzistiranju na višestranačkoj kontroli procesa izbora. No kada je dogovor trebalo potpisati, svi su osim Parage odustali. Na stranačkim skupovima sudjeluju mnogi poznati pjevači poput Miše Kovača, Zlatka Pejakovića, Marka Perkovića Thompsona, Dražena Zečića. Unatoč obećavajućoj atmosferi, HSP je dobio tek nešto više od 180 000 glasova (oko sedam posto). Iako su time postali treća politička opcija po snazi u državi, rezultati su bili ispod očekivanja, a predsjednik HSP-a izjavio je u Saboru, u Zastupničkom domu, da izbori "nisu odraz pravog stanja" te je odmah nakon predsjedničkih i parlamentarnih izbora 1992. godine podnio tužbu zbog navodnog krivotvorenja izbora. U Sabor ulaze Ante Prkačin, Boris Kandare, Dobroslav Paraga, Anto Đapić i Petar Bosnić.
Nekoliko dana nakon izbora, dogodilo se još jedno ubojstvo pripadnika HSP-a. Hrvatsko vijeće obrane i pripadnici Kažnjeničke bojne ubili su Blaža Kraljevića, utjecajnog generala HOS-a, čovjeka koji je prvo bio pročelnik HSP-ovog Ureda za promidžbu, a nakon toga, Paraga ga je imenovao zapovjednikom ratnog stožera HOS-a za Hercegovinu. Ubijen je 9. kolovoza u Kruševu, u Hercegovini, zajedno s osmoricom HOS-ovaca (Gordan Čuljak, Šahdo Delić, Ivan Granić, Rasim Krasniqi, Osman Maksić, Mario Medić, Vinko Primorac i Marko Stjepanović) koji su mu bili u pratnji. Slučaj do danas nije razjašnjen, a iako postoje različite verzije događaja, na ubojstvo ove devetorice HOS-ovaca gleda se kao na političko ubojstvo. Time su, uz još drugih ubojstava HSP-ovaca pod sumnjivim okolnostima, ubojstva pripadnika HSP-a s mogućnošću da se radi o političkim ubojstvima dosegnula ogromne razmjere, pa Paraga i u Hrvatskom saboru upozorava na nekoliko desetaka pokojnih članova stranke čije smrti nisu razjašnjene.

### Kraj HOS-a, Vojni sud, deložacija, raskol
Nakon smrti Blaža Kraljevića, HOS se u Bosni i Hercegovini počeo osipati, a vojnici su se raspoređivali po nacionalnoj razdiobi – Hrvati su prelazili u HVO, a Muslimani/Bošnjaci u Armiju BiH. Sprječavanju raslojavanja HOS-a nije pridonijela ni zapovijed Dobroslava Parage iz studenog 1992. kojom je faktički izdvojio HOS iz nadležnosti Armije BiH. Da se broje zadnji dani tih oružanih formacija svjedočio je i događaj od 17. ožujka 1993. godine kada su pripadnici muslimansko-bošnjačkih oružanih snaga ubili u Kaknju Ivu Vuletića, zapovjednika tamošnjeg HOS-a. 16. travanj 1993. službeno se uzima kao datum kad je HOS prestao postojati kao samostalna organizacija, a posljednje jedinice nekadašnjeg HOS-a koje su se održale do kraja rata, splitska IX. bojna "Rafael vitez Boban" i sarajevska 101. bojna "Do Drine", raspuštene su 1996. godine.
S obzirom na to da su smatrali da su ih HDZ-ovci pokrali na prošlim izborima iz kolovoza 1992. godine i s obzirom na skori sudski postupak protiv njih na Vojnom sudu kojeg su HSP-ovci doživljavali kao politički pritisak (jer su sličnih optužbi Paraga i Dedaković već bili oslobođeni na Vrhovnom sudu 1991.), u stranci se odlučuju ne izaći na izbore za Županijski dom Sabora Republike Hrvatske, koji su održani u veljači 1993.
U lipnju 1993. na Vojnom sudu u Zagrebu, Dobroslav Paraga, Anto Đapić, Mile Dedaković i Ante Prkačin optuženi su za stvarenje paravojske (HOS), ugrožavanje ustavnog poretka Republike Hrvatske, terorizam, planiranje državnog udara i agitiranje protiv tadašnje vlasti. Vojni tužitelj bio je Mirsad Bakšić. Protiv Parage, Đapića, Dedakovića i Prkačina svjedočili su Krešimir Pavelić (bivši tajnik HSP-a), Janko Bobetko (general HV-a) i Mate Šarlija Daidža (general HV-a i HVO-a), a optužene je branio Zvonimir Hodak, pravni zastupnik HSP-a. Đapić je optužnicu nazvao političkim procesom i skandalom, a suđenje je privuklo veliku pažnju hrvatske javnosti. U isto se vrijeme pokreće postupak pred Ustavnim sudom za zabranu HSP-a. Krešimir Pavelić, bivši tajnik HSP-a koji je napustio HSP u srpnju 1991. zbog neslaganja s odlukom Paradžika i Parage da se osnuje HOS, osim što je osnovao svoju stranku Hrvatska demokratska stranka prava, u međuvremenu je postao žestoki kritičar djelatnosti vrha HSP-a. Tako je preko medija tvrdio da je Paraga plaćenik SAD-a sa zadatkom da svrgne Tuđmana i radi protiv Hrvata, a da su drugi članovi HSP-a, kao što su Alija Šiljak, radili za jugoslavensku tajnu službu KOS. Izjavljivao je da je Paraga "ustaša po zadatku, a ne po uvjerenju", te da "ima zadatak da HSP što više ustašuje kako bi se hrvatsku aktualnu vlast optuživalo u inozemstvu za porast fašizma u Hrvatskoj". Na teret optuženicima stavljale su se i izjave Ante Prkačina koji je jednom prilikom rekao da je Ratni stožer HOS-a imao zadatak baviti se prikupljanjem političkih poena za stranku, na temelju hrabrosti HOS-ovaca. Pravašima je optužnica više puta sužavana, a nakon dugotrajnog procesa i mnogobrojnih optužbi koje su ih teretile čak i za državnu izdaju, pravašima na suđenju nije dokazano – ništa. Svi su oslobođeni svih optužbi, a sudski proces protiv njih završava.
Tijekom postupka na Vojnom sudu, pravaši su izbačeni iz Starčevićeva doma, a policija je u tadašnjem sjedištu stranke pronašla nekoliko pušaka, dvadesetak bombi i mina, pet kilograma eksploziva i preko dvije tisuće metaka raznih kalibara. Nakon deložacije, HSP je svakodnevno, s početkom u 18 sati, održavao mirne prosvjede ispred zgrade Doma, a sjedište stranke vraća se u Šenoinu ulicu, broj 13 (danas se tamo nalazi Paragina frakcijska stranka).
Još u svibnju 1993. godine, Anto Đapić tražio je izvanredni sabor HSP-a, a Središnji odbor taj je prijedlog odbio. U srpnju je Anto Đapić izbačen iz stranke zajedno uz Borisa Kandarea i još dva člana Predsjedništva stranke te glavnog tajnika pošto su kršili odredbe statuta stranke. Ipak, Đapić je nakon toga sa svojim pristašama u Kutini 11. rujna organizirao izvanredni Sabor HSP-a gdje je on izabran za dopredsjednika, a Boris Kandare za predsjednika Glavnog stana stranke, iako je Đapić bio taj koji je de facto postao glavni čovjek u stranci.
Paraga je slučaj odveo do pravosudnih organa, a iako ni Đapić ni Kandare više nisu bili članovi stranke, Ministarstvo unutarnjih poslova presudilo je u njihovu korist. Paraga je u Saboru optužio HDZ da je instalirao Đapića na čelo HSP-a, a odluka ministarstva izazvala je burne reakcije u svim podružnicama HSP-a tako da je već 1994. godine na Ustavnom sudu bilo preko 200 tužbi ogranaka HSP-a zbog navedene presude, a možda i najdalje išao je predsjednik HSP-a u Koprivnici, Dražen Keleminec, koji je izravno pisao predsjedniku Hrvatske Franji Tuđmanu rekavši mu da iza Parage stoji 90 % članstva i da pravaši smatraju da je Anto Đapić najveći izdajnik u povijesti Hrvatske stranke prava te da za "pravaše postoji samo jedan legitimni predsjednik, i to gospodin Dobroslav Paraga". Hrvatski helsinški odbor također je razmotrio slučaj HSP-a, zaključivši da ministarstvo uprave Republike Hrvatske doista nije poštivalo odredbe članova Zakona o upravnom postupku, kao i članove Zakona o političkim strankama, te više odredaba statuta HSP-a. Sudski spor oko HSP-a dugo se vodio, a okončan je 2002. godine, presudom u Đapićevu korist. Paraga je u međuvremenu morao osnovati Hrvatsku stranku prava 1861. Nakon tog događaja, HSP se sve više približava Hrvatskoj demokratskoj zajednici, stavljajući se pod njen patronat.

### Pod vodstvom Ante Đapića
Pod vodstvom Đapića HSP počinje stagnirati, a stranka se svoje ekstremističke politike s vremenom odrekla. Nakon pada popularnosti predsjednika Đapića krajem 2000-ih, za predsjednika stranke izabran je Daniel Srb, a Đapić je imenovan počasnim predsjednikom. Pod Srbovim vodstvom HSP je doživio potpuni pad ostavši bez saborskih zastupnika poslije parlamentarnih izbora 2011. I pod Srbovim vodstvom, frakcijske borbe u stranci nisu nestale. Đapić je 2013. organizirao neuspješni sabor u Osijeku na kojemu je pokušao smijeniti Srba i dovesti Josipa Matkovića na čelo stranke, prethodno člana Predsjedništva HSP-a.
Na sljedećim parlamentarnim izborima održanim 1995., HSP je jedva osvojio minimalan broj glasova za ulazak u parlament – 5 %, a na parlamentarnim izborima 2000., gdje je nastupio u koaliciji s Hrvatskom demokršćanskom unijom, dobio je 5,2 % glasova.
Paraga je ponovno 2000. pokrenuo spor oko Kutinskog sabora pred Upravnim sudom koji je u svibnju 2000. usvojio njegovu tužbu ukidajući zaključak Ministarstva uprave iz 1998. I dalje je tvrdio kako Đapić nije bio član stranke i da je krivotvorio svoje članstvo. Međutim, 20. srpnja 2002. spor je okončan u Đapićevu korist. Ministarstvo pravosuđa donijelo rješenje po kojem se vodstvo HSP-a ni u jednom detalju na Kutinskom saboru nije ogriješilo o proceduru i zakon.
Kasnije je HSP polako gubio popularnost u Hrvatskoj, a najveći krah u povijesti stranke doživljava na parlamentarnim izborima 2008., kada je samo jedan zastupnik HSP-a ušao u Sabor. Po mnogima sudeći, bivši predsjednik stranke, Anto Đapić, najzaslužniji je za pad popularnosti HSP-a.

### Pod vodstvom Danijela Srba
Đapić je 2009. dao ostavku na mjesto predsjednika HSP-a, a zamijenio ga je Daniel Srb, čiji je glavni zadatak bio vraćanje ugleda i popularnosti stranke, a Đapić je imenovan počasnim predsjednikom. HSP je bio jedina stranka u 6. sazivu Sabora koja se protivila članstvu u Europskoj uniji. Također, stranka se zalaže i za državnotvornu zaštitu Domovinskog rata i za jedinstvenu nacionalnu politiku Hrvata u Hrvatskoj, Bosni i Hercegovini i u iseljeništvu.
Daniel Srb je 13. listopada 2011. pozvao sve desne stranke na ujedinjenje i zajednički nastup na parlamentarnim izborima 2011.
HSP po prvi puta u povijesti, nakon loših rezultata na parlamentarnim izborima 2011., nije dobio zastupnika u Saboru. Ovakav rezultat doveo je stranku u krizu koja je potakla vođe dalmatinskog HSP-a da traže ostavku počasnog predsjednika stranke Ante Đapića. Predsjednik splitskog HSP-a, Hrvoje Tomašević, tražio je Đapićevu ostavku i nove stranačke izbore. Podržao ga je vođa dubrovačkog HSP-a, Denis Šešelj.
Taj apel rezultirao je Đapićevom ostavkom.
HSP na izborima 2015. doživljva iznimno težak poraz, osvaja samo 0,6 %, i to u koaliciji s HKS i OS. Na ponovljenim izborima 2016., u koaliciji s HČSP, ABH i (ponovno) OS, osvaja 0,7 %.

### Pod vodstvom Karla Starčevića
25. veljače 2017. u Zagrebu na Saboru HSP-a izabran novi predsjednik stranke Karlo Starčević.
Na izborima za europski parlament 2019. osvaja u koaliciji s Neovisnim za Hrvatsku 4,37 % i ne dobiva nijedno mjesto u parlamentu.
Povodom parlamentarnih izbora 2020. HSP je isprva pokušao ići u koaliciju s Domovinskim pokretom, ali nakon što su im, po njihovom mišljenju, ponuđena loša mjesta na listi, HSP zajedno s Neovisnim za Hrvatsku i Generacijom obnove (GO) se okuplja u koaliciju pod nazivom Desna liga. Na tim izborima HSP doživljava najteži poraz u povijesti; cijela Desna liga dobila je samo 0,44 % glasova. Čak i u IX. izbornoj jedinici, gdje inače HSP dobiva veliki broj glasova, čitava Desna liga osvojila je samo 1,13 % glasova, a Karlo Starčević, predsjednik HSP-a, trenutni gradonačelnik Gospića, dobio je u Gospiću samo 555 preferencijalnih glasova, dok je za usporedbu HDZ, najveća konkurencija, u IX. izbornoj jedinici osvojio čak 52 % glasova, što najviše govori o razmjeru poraza.
Nakon što je 16. srpnja 2020. županijsko vijeće HSP-a Split nakon rasprave donijelo jednoglasan zaključak o traženju ostavke Predsjedništva HSP-a i predsjednika Karla Starčevića, čemu se Starčević na sjednici Predsjedništva oštro usprotivio, 20. srpnja dužnosnici HSP-a Split dali su ostavke i napustili stranku.

## Izborni rezultati
| izbori | u koaliciji sa | broj birača        | %                  | broj zastupnika u saboru | promjena   | Dio Vlade? |
| izbori | u koaliciji sa | (cijela koalicija) | (cijela koalicija) | (samo HSP)               | (samo HSP) | (samo HSP) |
| ------ | -------------- | ------------------ | ------------------ | ------------------------ | ---------- | ---------- |
| 1992.  |                | 186 000            | 7,06               | 5 / 151                  | 5          | oporba     |
| 1995.  |                | 121 095            | 5,01               | 4 / 151                  | ▼1         | oporba     |
| 2000.  | HKDU           | 153 708            | 5,19               | 4 / 151                  | ▬          | oporba     |
| 2003.  |                | 158 073            | 6,38               | 8 / 152                  | 4          | oporba     |
| 2007.  |                | 86 863             | 3,50               | 1 / 153                  | ▼7         | oporba     |
| 2011.  |                | 72 360             | 3,07               | 0 / 151                  | ▼1         | oporba     |
| 2015.  | HKS            | 14 101             | 0,63               | 0 / 151                  | ▬          | oporba     |
| 2016.  | HČSP           | 13 180             | 0,69               | 0 / 151                  | ▬          | oporba     |
| 2020.  | Desna liga     | 7266               | 0,44               | 0 / 151                  | ▬          | oporba     |

| izbori | kandidat         | prvi krug    | prvi krug | drugi krug   | drugi krug | rezultat |
| izbori | kandidat         | broj glasova | %         | broj glasova | %          | rezultat |
| ------ | ---------------- | ------------ | --------- | ------------ | ---------- | -------- |
| 1992.  | Dobroslav Paraga | 144 695      | 5,51 (4.) |              |            | poraz    |
| 2000.  | Anto Đapić       | 49 288       | 1,84 (5.) |              |            | poraz    |
| 2005.  | Slaven Letica    | 57 748       | 2,59 (5.) |              |            | poraz    |
| 2010.  | Dragan Primorac  | 117 154      | 5,93 (6.) |              |            | Poraz    |
| 2015.  | Milan Kujundžić  | 112 585      | 6,30 (4.) |              |            | Poraz    |

| izbori | u koaliciji sa    | broj birača        | %                  | broj zastupnika u EP-u | promjena   |
| izbori | u koaliciji sa    | (cijela koalicija) | (cijela koalicija) | (samo HSP)             | (samo HSP) |
| ------ | ----------------- | ------------------ | ------------------ | ---------------------- | ---------- |
| 2013.  |                   | 10 317             | 1,39               | 0 / 12                 | ▬          |
| 2014.  | Savez za Hrvatsku | 63 437             | 6,88               | 0 / 11                 | ▬          |
| 2019.  | NHR               | 46 970             | 4,37               | 0 / 12                 | ▬          |

Izvor: DIP

## Kontroverze
HSP se u prvom desetljeću svoga djelovanja često pozivao na NDH, pa tadašnje vodstvo HSP-a počinje s nastojanjem promjene gledišta hrvatske javnosti prema ustašama nastalog u vrijeme komunističke Jugoslavije s ciljem da se Hrvatima ponudi drugačija politička opcija u vrijeme Domovinskog rata. Zbog toga vodstvo HSP-a počinje poricati vezu ustaša s fašizmom i nacizmom, te ih označavaju isključivo kao antikomuniste i hrvatske domoljube. U stranačkom listu Hrvatsko pravo Paraga je izjavio da HSP "podržava 10. travnja kao datum koji označava stvaranje hrvatske države, nažalost uništene u drugom svjetskom ratu. Bilo je tada i grešaka, kao i nepotrebnog nasilja, no, ustaški režim nije bio fašistički ni nacistički".
U prvim godinama djelovanja stranke, mnogi članovi HSP-a ubijeni su pod sumnjivim okolnostima, s mogućnošću da se radi o političkim ubojstvima, uključujući i dopredsjednika Antu Paradžika te utjecajnog generala HOS-a Blaža Kraljevića.
Na predizbornom mitingu održanom u Sisku 23. srpnja 1992., Paraga je rekao kako HSP želi "očistiti i oslobađati Hrvatsku od Srba, srbo-komunista i četnika". Povrh toga, Paraga i Đapić sugerirali su da bi HSP "osnovao Hrvatsku pravoslavnu Crkvu koja bi okupila one pojedince pravoslavne vjeroispovijesti koji se osjećaju Hrvatima". Isto je napravio i Pavelić 1942. kada je prekinuo utjecaj Srpske pravoslavne Crkve na Srbe u Hrvatskoj.

## Članstvo
HSP je 2014. imao 11 600 aktivnih i 29 800 podupirućih članova. Najviše članova HSP-a bilo je iz Slavonije (40 %), južne (35 %) i središnje Hrvatske (25 %). Jedna trećina članova HSP-a bile su žene, dok je prosječna starost u stranci bila 35 godina.

## Predsjednici stranke
| rbr. | rbr. | osoba               | mandat                                 |
| ---- | ---- | ------------------- | -------------------------------------- |
| 1.   |      | Dobroslav Paraga    | 25. veljače 1990. – 11. rujna 1993.    |
| 2.   |      | Anto Đapić          | 11. rujna 1993. – 7. studenoga 2009.   |
| 3.   |      | Daniel Srb          | 7. studenoga 2009. – 25. veljače 2017. |
| 4.   |      | Karlo Starčević     | 25. veljače 2017. – 5. prosinca 2020.  |
| 5.   |      | Nikica Augustinović | 5. prosinca 2020. – danas              |

## Vanjske poveznice
- Službene stranice HSP-a